# Wilhelm Werhahn (Unternehmer, 1939)
Wilhelm Werhahn (* 3. Januar 1939 in Neuss) ist ein deutscher Unternehmer.

## Leben
Werhahn entstammt der Neusser Unternehmerfamilie Werhahn. Er ist Ururenkel des Firmengründers Peter Wilhelm Werhahn. Nach dem Abitur am Neusser Quirinus-Gymnasium und einer Banklehre studierte er Rechtswissenschaften und trat 1970 in den Einzelhandelskonzern Karstadt ein. 1978 wechselte er zur familieneigenen Werhahn-Gruppe, wo er 1979 einen Sitz im Vorstand übernahm. Aufgrund der engen Verbundenheit des Unternehmens zum Stromkonzern RWE übernahm er auch Vorstandsposten bei der Lausitzer Braunkohle AG und der Lahmeyer AG.
Von 1993 an war er Mitglied der Vollversammlung der IHK Mittlerer Rhein, am 23. Januar 2002 wurde er zu deren Präsidenten gewählt und 2007 im Amt bestätigt.
Wilhelm Werhahn ist verheiratet und hat zwei Kinder. Er ist seit 1961 Mitglied der katholischen Studentenverbindung K.D.St.V. Burgundia München.

## Ehrungen
- 2004: Verdienstorden des Landes Nordrhein-Westfalen
- 2011: Verdienstkreuz 1. Klasse der Bundesrepublik Deutschland[2]
- 2017: Ernennung zum Ehrenmitglied der Bürgergesellschaft Neuss
- 2019: Ernennung zum Ehrenpräsidenten der IHK Mittlerer Niederrhein